# Mälartöserna
Mälartöserna var en sånggrupp åren 1946–1950, bestående av de tre flickorna May Marthall-Åhlén, Siw Karlén och Eiwor Strand, som alla var tonåringar då de slog igenom. De kom fram genom "Vi som vill opp", en talangjakt som drevs av Aftonbladet. De slog igenom med "Skrattvisan", skriven av May Marthall-Åhlén, och blev snabbt berömda i Norden. 1955 gjorde de comeback med två nya medlemmar, Puck Arenblad på gitarr och Eiwor Sund/Eivor Lagerstedt på bas och fiol.